# Thysania zenobia
Thysania zenobia — крупная ночная бабочка из семейства Erebidae. 

## Описание

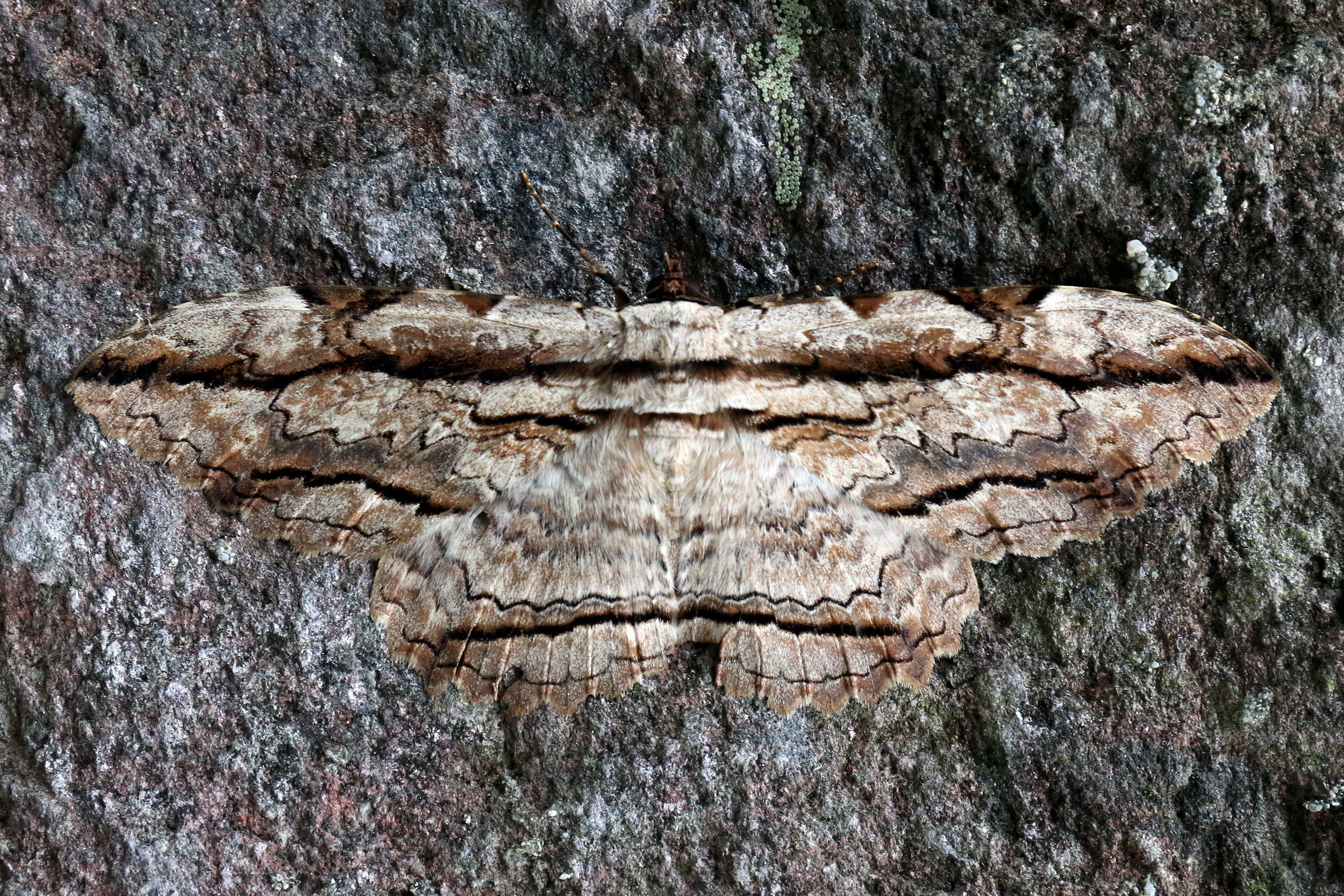
На коре дерева

Размах крыльев 10—15 см. Основной фон крыльев — беловатый, кремовый или светло-серый, на котором расположен узор, образованный из чередующихся тёмных (обычно бурых и коричневых) пятен-мазков. В окраске крыльев представлен чёткий рисунок из тёмно-коричневых линий и перевязей. Предкраевая линия извилистая. Окраска варьирует у различных особей: коричневый узор может быть более выраженным, порой доминируя над основным светлым фоном крыльев.
Гусеницы питаются листьями растений из рода Senna и кассия (Cassia) семейства бобовых.

## Ареал
Распространён в Центральной и Южной Америке, в Мексике и южных в штатах США.

## Систематика
Относится к малочисленному роду Thysania Dalman, 1824, который входит в состав подсемейства Erebinae, относящегося к семейству Erebidae. Наряду с ней в состав рода входят ещё два вида: Thysania pomponia  Jordan, 1924 и совка агриппина. Все представители рода встречаются исключительно в неотропической зоогеографической области.